# 祝塏
祝塏（1826年—？），又名爽亭，陕西安康人。清朝政治人物、進士出身。

## 生平
生于道光六年（1826年），道光二十七年（1847年）中进士。曾任大顺广道、长芦盐运使等职。以战功获二品顶戴。